# 卡路·拿殊
卡路·占士·拿殊（英語：Carlo James Nash，1973年9月13日—），簡稱卡路·拿殊，是一名英格蘭足球員，司職門將。

## 生平
拿殊出生於蘭開夏郡城市博爾頓。他的足球生涯在業餘球會羅塞恩達爾聯開始，其後輾轉加盟了克利夫羅、水晶宮和史托港。2001年1月，他以10萬英鎊身價加盟曼城並與其簽訂四年半合約。當曼城成為了英超球隊後，拿殊便在2003年8月被出售到米杜士堡。然而，他在效力球會兩年間僅上陣了5場，其後在2005年3月，他轉投普雷斯頓並簽訂了三年半合約。2005/06球季，他打破普雷斯頓的紀錄，保持了24場不失球，使普雷斯頓的失球數被最終冠軍雷丁還要少。
2006年7月，拿殊在他的個人網站中認為普雷斯頓的野心不足，這激怒了球會管理層。他繼續出任正選門將直至2007年1月，富咸接觸了拿殊希望他能加盟，他向新聞界表明他希望離開的原因是由於他的未婚妻吉爾生活在倫敦的關係並要求普雷斯頓接受50萬英鎊的出價。然而，普雷斯頓主席戴歷克·梳爾否認有任何出價。後來，拿殊在普雷斯頓的下場賽事中迅即貶為後備，由安德魯·朗拿根取代其正選門將的位置。拿殊在普雷斯頓的前途並不明朗，尤其是球會以15萬英鎊從白禮頓買入愛爾蘭門將韋恩·軒達臣以及與年輕門將基斯·尼爾續約至2010年6月，這些都使到拿殊變成球會的第四門將。
2007年2月，韋根由於正選門將和第二門將均告受傷而緊急借用了拿殊一個月。隨著拿殊的借用期結束，他亦重返普雷斯頓，球會則於5月8日將他列入可供出售的名單中。2007年6月27日，韋根以30萬英鎊買入拿殊。2008年3月4日，由於史篤城的第二門將馬頓·富洛普被新特蘭召回，故此史篤城緊急借用了拿殊直到球季結束。
2008年9月，他轉投他兒時支持的球隊愛華頓並與其簽訂了兩年合約，他加盟主要的作用是作為添·侯活的替補。

## 個人
他亦是一名業餘旅行攝影師，並與他的妻子成立了一間旅遊圖書出版公司，叫作豪華背包（Luxury Backpackers）。

## 外部連結
- （英文）Carlo Nash profile at the Everton website
- （英文）Carlo Nash Official Website at officialplayerwebsites.com
- （英文）足球数据库：卡路·拿殊的球员统计数据